# Daniele Corvia
Daniele Corvia (Roma, 22 novembre 1984) è un allenatore di calcio ed ex calciatore italiano, di ruolo attaccante.

## Carriera

### Club
Originario del quartiere Prenestino, è cresciuto nelle giovanili del Savio e quindi della Roma, debutta in Serie A il 31 gennaio 2004 in Brescia-Roma 1-0. Con la squadra capitolina gioca anche in Coppa UEFA e Champions League. Nel 2005 passa in compartecipazione alla Ternana, dove rimane un anno prima di trasferirsi al Siena a titolo definitivo.
Nel calciomercato invernale del 2008 si trasferisce al Lecce con la formula del prestito con diritto di riscatto della compartecipazione, scegliendo di scendere in Serie B pur di giocare con continuità. Il 16 febbraio 2008, in occasione della gara casalinga del Lecce con l'Avellino, realizza la sua prima rete con la maglia giallorossa. Il Lecce non esercita poi il diritto di riscatto sulla comproprietà del giocatore, che torna al Siena e il 16 agosto 2008 è ceduto in prestito con diritto di riscatto della compartecipazione all'Empoli. Nell'agosto 2009 torna al Lecce a titolo definitivo. Con i giallorossi conquista la promozione in Serie A nel maggio 2010, segnando 17 gol in campionato, e la salvezza nel massimo campionato la stagione seguente, in cui mette a segno invece 6 gol.
Il 10 settembre 2012 viene ceduto in prestito con diritto di riscatto al Brescia. Il 19 giugno 2013 viene ufficializzato l'esercizio del diritto di riscatto da parte della società bresciana di 1,1 milioni di euro e il giocatore diventa quindi a titolo definitivo del Brescia. Il 2 aprile 2015 realizza la sua prima tripletta nella partita vinta in rimonta 3-2 ai danni del Pescara. In totale con il Brescia totalizza 85 presenze e 30 gol.
Il 13 luglio 2015 viene ufficializzato il suo trasferimento al Latina per una cifra sui 800.000 euro. A causa di qualche malanno muscolare, riesce a segnare il suo primo gol in nerazzurro solamente il 7 novembre 2015, realizzando il gol-partita che vale la vittoria nella gara interna contro il Cesena, coincidente con la prima gara della gestione di Mario Somma, subentrato all'esonerato Mark Iuliano.
Il 27 settembre 2017, dopo il fallimento del Latina, rimasto senza contratto, firma con il Racing Fondi, società militante nel girone C del campionato di Serie C.
A luglio 2018 si accasa all'Aprilia Racing Club, società di Serie D nata dalla fusione tra l'Aprilia (in Serie D) e il Racing Fondi, retrocesso dalla Serie C.

## Statistiche

### Presenze e reti nei club
| Stagione        | Squadra         | Campionato      | Campionato | Campionato | Coppe nazionali | Coppe nazionali | Coppe nazionali | Coppe continentali | Coppe continentali | Coppe continentali | Altre coppe | Altre coppe | Altre coppe | Totale | Totale |
| Stagione        | Squadra         | Comp            | Pres       | Reti       | Comp            | Pres            | Reti            | Comp               | Pres               | Reti               | Comp        | Pres        | Reti        | Pres   | Reti   |
| --------------- | --------------- | --------------- | ---------- | ---------- | --------------- | --------------- | --------------- | ------------------ | ------------------ | ------------------ | ----------- | ----------- | ----------- | ------ | ------ |
| 2003-2004       | Roma            | A               | 3          | 0          | CI              | 1               | 0               | CU                 | 1                  | 0                  | -           | -           | -           | 5      | 0      |
| 2004-2005       | Roma            | A               | 13         | 0          | CI              | 4               | 1               | UCL                | 3                  | 0                  | -           | -           | -           | 20     | 1      |
| Totale Roma     | Totale Roma     | Totale Roma     | 16         | 0          |                 | 5               | 1               |                    | 4                  | 0                  |             | -           | -           | 25     | 1      |
| 2005-2006       | Ternana         | B               | 28         | 3          | CI              | 0               | 0               | -                  | -                  | -                  | -           | -           | -           | 28     | 3      |
| 2006-2007       | Siena           | A               | 20         | 1          | CI              | 0               | 0               | -                  | -                  | -                  | -           | -           | -           | 20     | 1      |
| 2007-gen. 2008  | Siena           | A               | 14         | 1          | CI              | 1               | 0               | -                  | -                  | -                  | -           | -           | -           | 15     | 1      |
| Totale Siena    | Totale Siena    | Totale Siena    | 34         | 2          |                 | 1               | 0               |                    | -                  | -                  |             | -           | -           | 35     | 2      |
| gen.-giu. 2008  | Lecce           | B               | 13+3       | 6          | CI              | -               | -               | -                  | -                  | -                  | -           | -           | -           | 16     | 6      |
| 2008-2009       | Empoli          | B               | 36+2       | 9          | CI              | 3               | 0               | -                  | -                  | -                  | -           | -           | -           | 41     | 9      |
| 2009-2010       | Lecce           | B               | 35         | 17         | CI              | 0               | 0               | -                  | -                  | -                  | -           | -           | -           | 35     | 17     |
| 2010-2011       | Lecce           | A               | 30         | 6          | CI              | 1               | 1               | -                  | -                  | -                  | -           | -           | -           | 31     | 7      |
| 2011-2012       | Lecce           | A               | 22         | 2          | CI              | 1               | 0               | -                  | -                  | -                  | -           | -           | -           | 23     | 2      |
| ago. 2012       | Lecce           | 1D              | 0          | 0          | CI              | 2               | 2               | -                  | -                  | -                  | -           | -           | -           | 2      | 2      |
| Totale Lecce    | Totale Lecce    | Totale Lecce    | 100+3      | 31         |                 | 4               | 3               |                    | -                  | -                  |             | -           | -           | 107    | 34     |
| set. 2012-2013  | Brescia         | B               | 36+2       | 13+1       | CI              | -               | -               | -                  | -                  | -                  | -           | -           | -           | 38     | 14     |
| 2013-2014       | Brescia         | B               | 16         | 4          | CI              | 1               | 0               | -                  | -                  | -                  | -           | -           | -           | 17     | 4      |
| 2014-2015       | Brescia         | B               | 28         | 11         | CI              | 2               | 1               | -                  | -                  | -                  | -           | -           | -           | 30     | 12     |
| Totale Brescia  | Totale Brescia  | Totale Brescia  | 80+2       | 28+1       |                 | 3               | 1               |                    | -                  | -                  |             | -           | -           | 85     | 30     |
| 2015-2016       | Latina          | B               | 34         | 3          | CI              | 1               | 0               | -                  | -                  | -                  | -           | -           | -           | 35     | 3      |
| 2016-2017       | Latina          | B               | 28         | 7          | CI              | 2               | 0               | -                  | -                  | -                  | -           | -           | -           | 30     | 7      |
| Totale Latina   | Totale Latina   | Totale Latina   | 62         | 10         |                 | 3               | 0               |                    | -                  | -                  |             | -           | -           | 65     | 10     |
| nov. 2017-2018  | Racing Fondi    | C               | 23+2       | 5          | CI-C            | 0               | 0               | -                  | -                  | -                  | -           | -           | -           | 25     | 5      |
| 2018-2019       | Aprilia Racing  | D               | 31         | 12         | CI-D            | -               | -               | -                  | -                  | -                  | -           | -           | -           | 31     | 12     |
| 2019-2020       | Aprilia Racing  | D               | 17         | 4          | CI-D            | 1               | 0               | -                  | -                  | -                  | -           | -           | -           | 18     | 4      |
| Totale Aprilia  | Totale Aprilia  | Totale Aprilia  | 48         | 16         |                 | 1               | 0               |                    | -                  | -                  |             | -           | -           | 49     | 16     |
| Totale carriera | Totale carriera | Totale carriera | 427+9      | 101+1      |                 | 19              | 5               |                    | 4                  | 0                  |             | -           | -           | 459    | 107    |

## Palmarès

### Club

#### Competizioni nazionali
- Campionato italiano di Serie B: 1

Lecce: 2009-2010

#### Competizioni giovanili
- Campionato Primavera: 1

Roma: 2004-2005

### Individuale
- Capocannoniere Campionato Primavera: 1

2003-2004 (22 gol)